# Delft Seaways
Il Delft Seaways è un traghetto appartenente alla compagnia di navigazione DFDS.

## Servizio
Varato l'11 luglio 2005 nel cantiere navale Samsung Heavy Industries di Geoje con il nome di Maersk Delft e consegnato nel gennaio del 2006 alla Norfolkline, giunge il 20 febbraio a Dover. 
Il 27 febbraio prende servizio nei collegamenti tra Dover e Dunkerque.

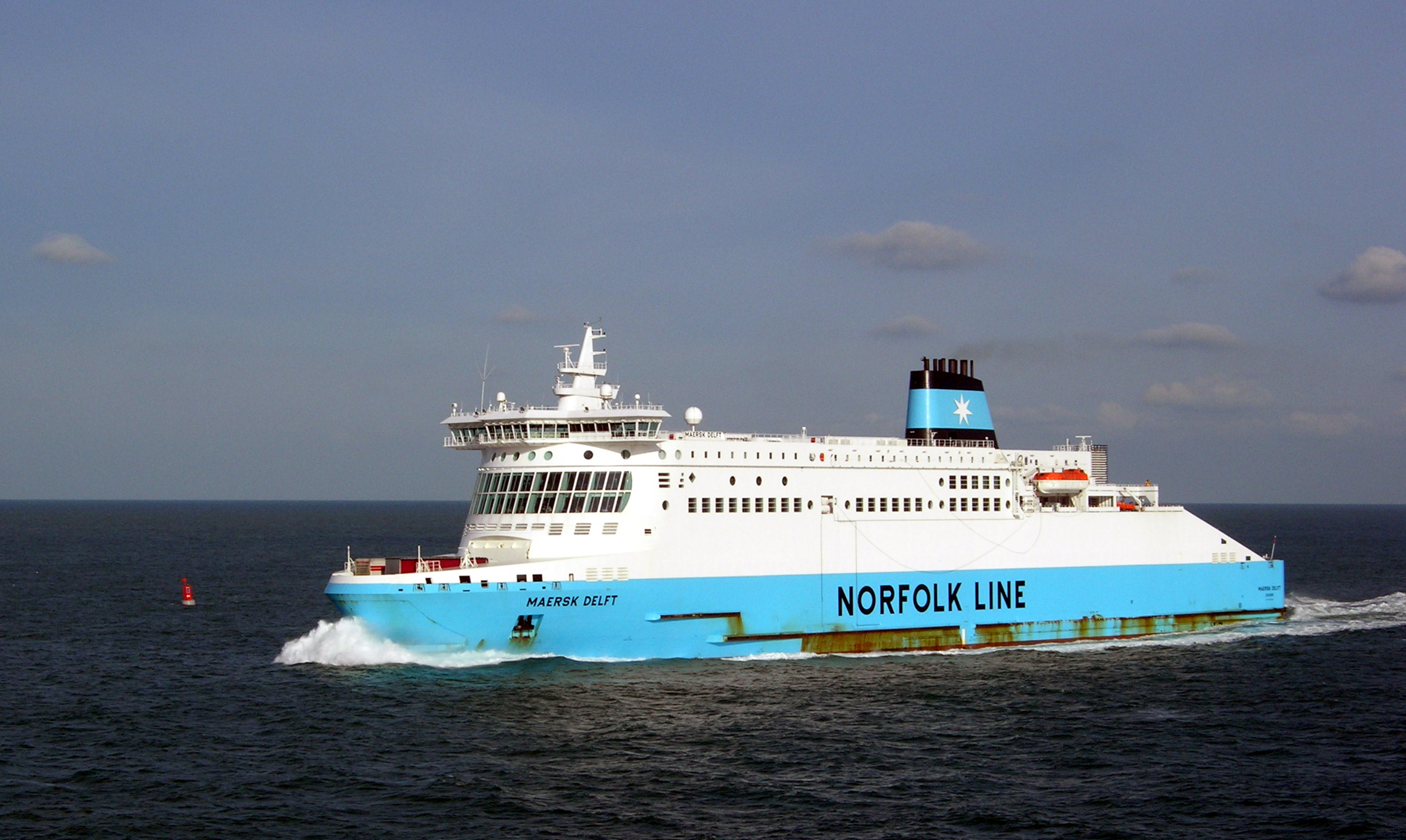
Il Maersk Delft in arrivo a Dunkerque nel 2006.

Il 12 luglio 2010 Maersk cede la Norfolkline alla DFDS ed il traghetto passa sotto le insegne di quest'ultima, continuando ad operare sulla stessa rotta. Il 3 agosto viene ribattezzato Dover Seaways.

## Navi gemelle
- Dunkerque Seaways
- Dover Seaways